# Bega Shivapur
Bega Shivapur (nep. बेंगा शिवपुर) – gaun wikas samiti w środkowej części Nepalu w strefie Dźanakpur w dystrykcie Dhanusa. Według nepalskiego spisu powszechnego z 2011 roku liczył on 1403 gospodarstwa domowe i 7102 mieszkańców (3521 kobiet i 3581 mężczyzn).